# Kilian Stisser

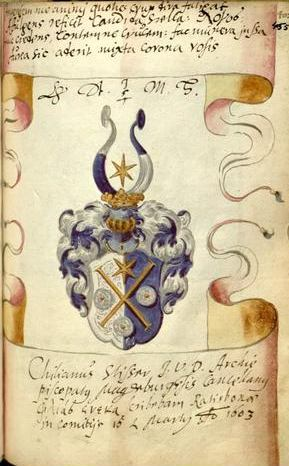
Wappen des Kanzlers Chilian Stisser, Halle um 1610

Kilian Stisser (* 23. März 1562 in Quedlinburg; † 9. Januar 1620 in Halle (Saale)) war ein deutscher Jurist, geheimer Rat und Kanzler des Erzstiftes Magdeburg.

## Leben
Schon unter Kilian (Chilian) Stissers Vorfahren hatten sich hochrangige Juristen befunden, die frühzeitig Anhänger der Reformation gewesen waren. Er selbst wurde 1562 als ein Sohn des Balthasar Stisser (1526–1583), Kanzler der Grafen von Mansfeld, und der Anna Goldstein (1532–1563), Tochter des Juristen Kilian Goldstein, geboren. Er besuchte die Schule Ilfeld und immatrikulierte sich am 1. Mai 1582 an der Universität Helmstedt als „Quedlinburgensis“, am 14. Januar 1585 an der Universität Wittenberg als „Isslebiensis“. Am 4. Oktober 1591 wurde er in Helmstedt zum Doktor beider Rechte promoviert. Im gleichen Jahr wurde er Kanzler des Mansfelder Grafen Bruno. 1592 wurde er Bürger der Stadt Halle, 1594 Stadtsyndikus.

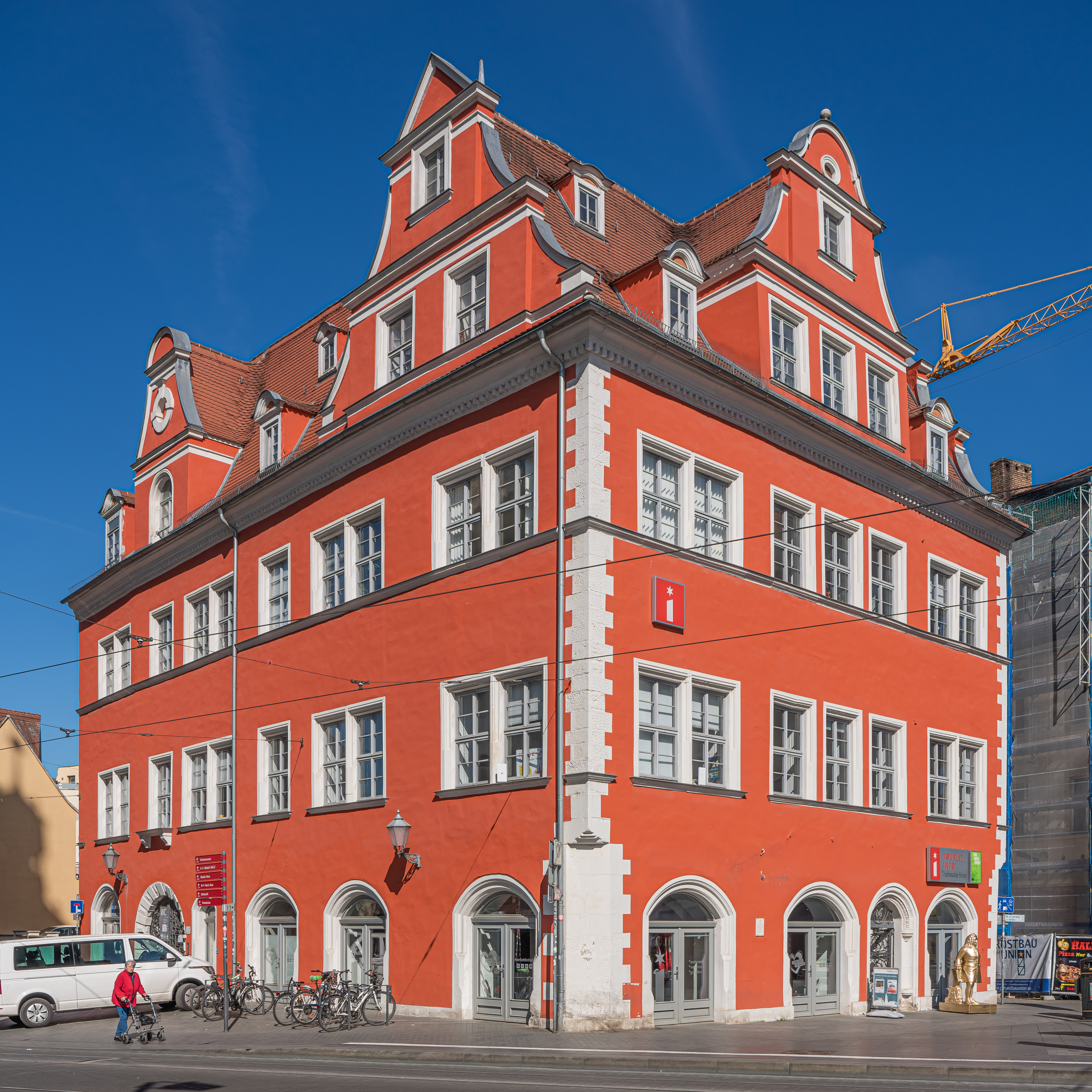
Marktschlößchen in Halle

1598 wechselte Stisser von der Stadt an den Hof und amtierte zunächst als Rat und Vizekanzler des Erzstifts Magdeburg, das bis 1608 vom Domkapitel Magdeburg regiert wurde, da Christian Wilhelm von Brandenburg als postulierter Erzbischof noch unmündig war. Am 17. Januar 1602 wurde Stisser in Prag durch Kaiser Rudolf II. als „erzstiftischer Rat und Vicekanzler“ in den Reichsadelsstand erhoben. 1603 erfolgte die Berufung zum Kanzler des Erzstifts.
Im gleichen Jahr kaufte er den Gebäudekomplex Domplatz 1 / Flutgasse 1 als Wohn- und Repräsentationshaus, das u. a. eine „Audienzstube“ besaß. Seine Laufbahn brachte einigen Wohlstand mit sich. So besaß er zwischenzeitlich das Marktschlösschen, mindestens drei weitere kleinere Häuser in Halle sowie ein Haus in Magdeburg, wo er sich aus dienstlichen Gründen oft aufhielt. Er erwarb ferner die unweit von Halle gelegenen Landgüter Nietleben und Neukirchen.

## Familie
In Helmstedt hatte Stisser 1589 die Buchhändlerstochter Margarethe Heil (1561–1630) geheiratet. Das Paar hatte 16 Kinder, von denen zehn den Vater überlebten. Aufgrund der bevorstehenden Einnahme der Stadt Halle durch kaiserliche Truppen Wallensteins floh die Familie Stisser als Parteigänger des evangelischen Administrators Christian Wilhelm 1625 für einige Jahre aus dem Erzstift nach Sachsen.
Sein zweitältester Sohn Bruno Stisser (1592–1646) wurde Rechtswissenschaftler, einer dessen Söhne war der lutherische Theologe und Lehrer Wolfgang Melchior Stisser (1632–1709). Die älteste Tochter Anna Margaretha (1594–1629) heiratete Arnold Engelbrecht. Ein weiterer Sohn Ernst Stisser (1595–1636) wurde Professor der Theologie in Helmstedt und Schwiegervater von Christoph Schrader. Der Enkel Martin Chilian Stisser (1635–1707), lutherischer Theologe und Generalsuperintendent der Generaldiözese Grubenhagen und auf dem Harz, stammte vom sechsten Sohn Johann Friedrich Stisser (1605–1642), Konsistorialrat in Hannover. Ein Urenkel war August Stisser (1671–1741), lutherischer Theologe und Generalsuperintendent in Braunschweig.
Ein anderer Sohn Kilian Stissers, Carl Stisser (* 17. August 1601 in Neukirchen/Halle; † 26. November 1678 in Hannover) wurde Kanzlei- und Hofsekretär in Hildesheim und Hannover. Dessen Sohn Statius Friedrich Stisser (* 1648 in Hannover; † 21. Februar 1689 in Aschersleben) war ab 1683 Stadtphysicus zu Aschersleben und mit Anna Magdalena Malsius (* 22. April 1655 in Magdeburg) verheiratet, die als Witwe 1690 den seinerseits verwitweten Pastor zu Aschersleben, Johannes Knopff (* 13. März 1634 in Altenbruch, † 7. April 1691 in Aschersleben) ehelichte, der zuvor mit Susanna Pflaume (* 8. Mai 1654 in Aschersleben; † 17. Januar 1689 ebenda), einer Tochter des Bürgermeisters Ascanius Pflaume, verheiratet gewesen war.
Kilian Stissers Tochter Anna Maria (1605–1668) heiratete 1626 in Torgau den Juristen und Kanzler Simon Malsius (1585–1648).

## Epitaph in Halle

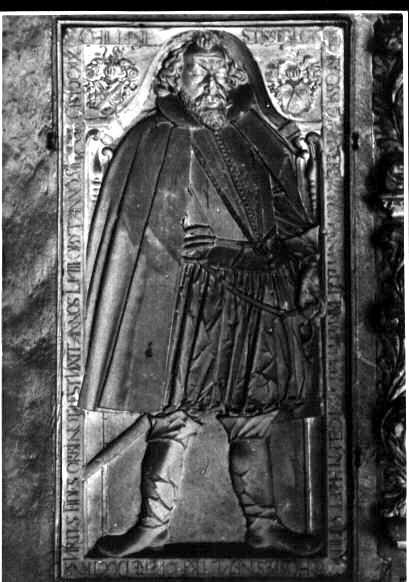
Grabplatte des Kilian Stisser

Auf der Nordempore des hallischen Domes erinnert ein monumentales, über fünf Meter hohes Hängeepitaph aus Sandstein und Alabaster an den Juristen. Es wird der Werkstatt des Magdeburger Bildhauers Christoph Dehne zugeschrieben. Stifter waren die Witwe und ihre Kinder. Die Ausführung ist um 1620/21 anzusetzen.
Die Familiengruft des Schwibbogens Nr. 66 auf dem halleschen Stadtgottesacker, zu der ein Grabstein mit ganzfiguriger Darstellung des Verstorbenen gehörte, wurde 1945 durch Kriegseinwirkung zerstört. Lediglich der rekonstruierte Wappenstein verweist heute wieder auf das einstige Erbbegräbnis der Familie.